# José Ángel Abelardo Treviño Martínez
José Ángel Abelardo Treviño Martínez (* 1942 in Monterrey; † 1999 in Mexiko-Stadt) war ein mexikanischer Botschafter.

## Leben
Von 1993 bis 1994 war Treviño Generalkonsul in São Paulo und von 1995 bis 1999 Botschafter in Moskau. Im Rahmen dieser Tätigkeit erhielt er von der ukrainischen Regierung den Verdienstorden zweiten Grades. Dieser Vorgang wurde von einer Versammlung des Senates genehmigt.